# Architecture
Architecture  è stata una rivista statunitense di architettura che veniva pubblicata a Washington.

## Storia
Dopo che nell'agosto del 1976 erano cessate le pubblicazione della rivista ufficiale dell'American Institute of Architects, l'AIA Journal, nacque la rivista Architecture.  Questa era una delle principali riviste del settore finché fu acquistata e chiusa nel 2006 da Hanley-Wood, che ripubblicò la rivista con un nuovo nome Architect.